# Selnica ob Dravi
Selnica ob Dravi (littéralement « Manoir sur Drave ») est une commune du nord-est de la Slovénie située dans la région de la Basse-Styrie à la frontière autrichienne.

## Géographie

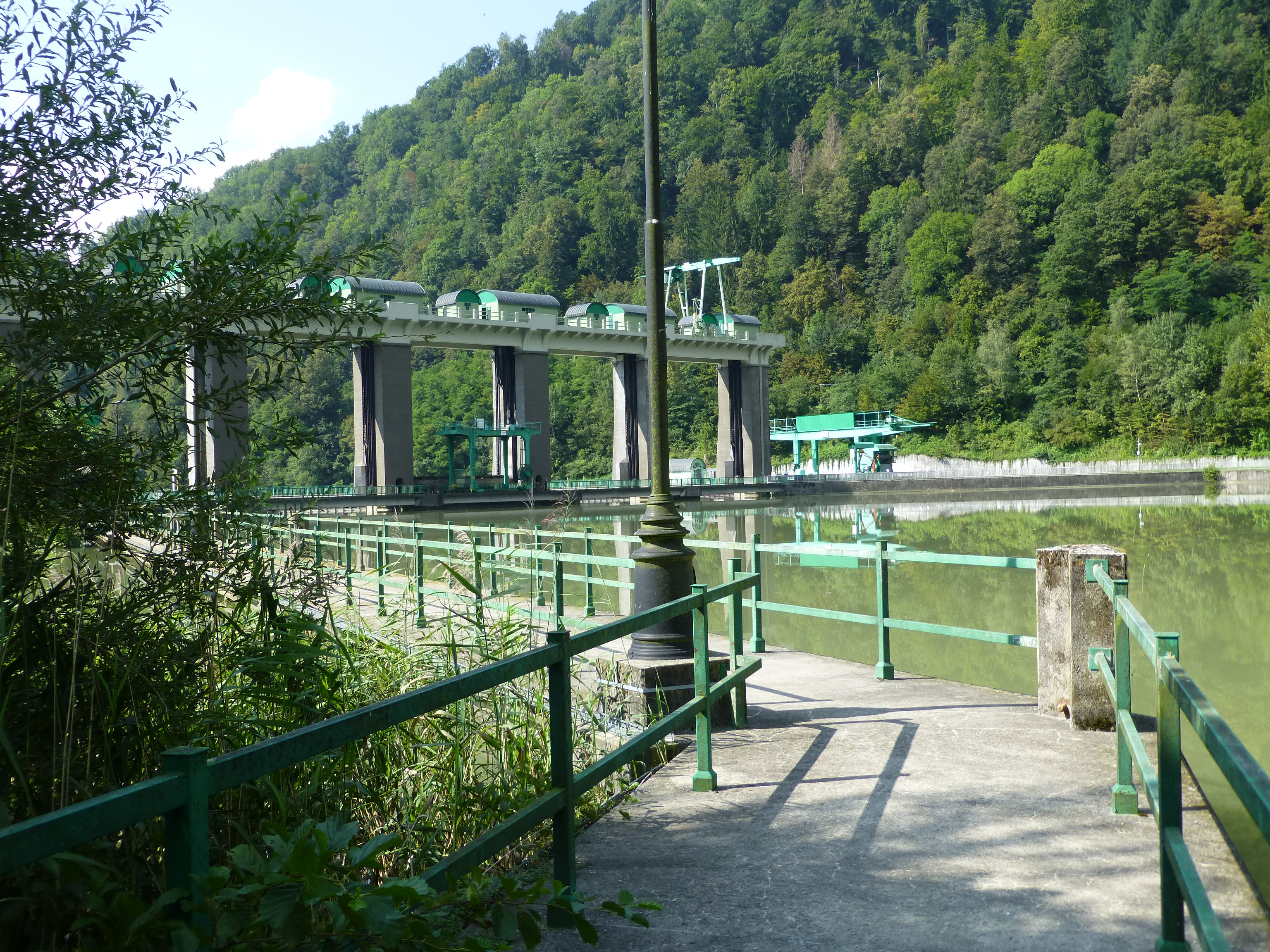
La petite centrale hydraulique de FALA est visitable par moments.

La ville est située en Basse-Styrie à mi-chemin entre la ville de Maribor en Slovénie et de Klagenfurt en Autriche. La commune est traversée par la rivière Drave, un affluent important du Danube. Le territoire de Selnica ob Dravi est localisé dans la région montagneuse des Slovenske Gorice.

### Villages
Les localités qui composent la commune sont Črešnjevec ob Dravi, Fala, Gradišče na Kozjaku, Janževa Gora, Selnica ob Dravi, Spodnja Selnica, Spodnji Boč, Spodnji Slemen, Sv. Duh na Ostrem Vrhu, Veliki Boč, Vurmat, Zgornja Selnica, Zgornji Boč et Zgornji Slemen.

## Démographie
Entre 1999 et 2021, la population de la commune de Selnica ob Dravi est restée stable avec un peu moins de 5 000 habitants,.
Évolution démographique
| 1999  | 2000  | 2001  | 2002  | 2003  | 2004  | 2005  | 2006  | 2007  |
| ----- | ----- | ----- | ----- | ----- | ----- | ----- | ----- | ----- |
| 4 594 | 4 590 | 4 567 | 4 604 | 4 569 | 4 554 | 4 566 | 4 551 | 4 539 |
| 2008  | 2009  | 2010  | 2011  | 2012  | 2013  | 2014  | 2015  | 2016  |
| 4 608 | 4 563 | 4 541 | 4 531 | 4 549 | 4 532 | 4 459 | 4 521 | 4 522 |
| 2017  | 2018  | 2019  | 2020  | 2021  |       |       |       |       |
| 4 470 | 4 480 | 4 494 | 4 493 | 4 562 |       |       |       |       |

## Personnalités célèbres
- Arnold Tovornik (1916-1976), acteur slovène.